# Calloporina triporosa
Calloporina triporosa är en mossdjursart som beskrevs av Powell 1967. Calloporina triporosa ingår i släktet Calloporina och familjen Microporellidae. Inga underarter finns listade i Catalogue of Life.